# سانشي (مقاطعة)
مقاطعة سانشي (بالإنجليزية: Sanzhi District)‏، هي منطقة ريفية، في شمال تايبيه الجديدة، تايوان. ومن المعروف أنها مسقط رأس الرئيس السابق لي تنغ هوي.
خلال فترة الحكم الياباني، كانت قرية سانشي (庄 庄) محكومة بمنطقة تامسوي (淡水 郡) بمحافظة تايهوكو.